# 31633 Almonte
31633 Almonte è un asteroide della fascia principale. Scoperto nel 1999, presenta un'orbita caratterizzata da un semiasse maggiore pari a 3,1589082 UA e da un'eccentricità di 0,1453685, inclinata di 1,67248° rispetto all'eclittica.